# 青ノ里盛
青ノ里 盛（あおのさと さかり、1935年11月13日 - 2008年5月16日）は、青森県三戸郡倉石村（現役当時、現在は同郡五戸町）出身で時津風部屋に所属した大相撲力士。本名は小笠原 盛（おがさわら さかり）。最高位は西張出関脇（1963年5月場所）。現役時代の体格は182cm、120kg。得意手は右四つ、寄り、上手投げ。

## 来歴・人物
果樹農家の家庭に生まれ、幼少期から体格に恵まれていた。
地元の又重中学校を卒業した後は家業に従事していたが、父が大相撲の元幕下力士だった関係で巡業に来た鏡里に見出され、訪ねて来た同郷の鬼竜川から勧誘された。だが、自身は相撲が嫌いであり、逃げ回っていた。
しかし曾祖父が宮相撲の強豪で祖父も大の相撲好きだったので周囲は乗り気であり、ラジオの相撲放送で鳴門海が鏡里に勝ったのを聞いて「あれでも横綱に勝てるんだったら、俺でもできるかな」と言ってしまったので行く気が有ると思われ、連絡を受けて再び鬼竜川が訪ねて来た。
それから間も無く上京し、鏡里らが所属する時津風部屋へ入門する事となった。
1953年3月場所にて、17歳で初土俵。筋力と柔軟性を兼ね揃えていたが正攻法の取り口故に幕下で3年以上足踏みしたため、兄弟子達や実兄から帰郷するよう勧められた事もあったが関取衆に「もう1年やってみろ」と励まされ、奮起して続けている内に大勝ちできるようになった。
その後、1958年7月場所で新十両に昇進。十両は2度の優勝もあって僅か3場所で突破し、1959年1月場所にて新入幕を果たした。以降、59場所連続で幕内の土俵を務めた。
1963年7月場所では、5日目に大鵬から金星を獲得。この取組では新弟子に胸を貸すかのような甘い立合いの大鵬に対し、懐に飛び込んだ青ノ里は、大鵬の上体が起きたところを右上手投げで体勢を崩し、寄り切って勝利した。「稽古場横綱」と呼ばれていた実力者であったが、まさかの黒星を喫した大鵬はしばらく呆然と立ち尽くしていた。一時は上位でも好成績を残し大関昇進も期待されたが、攻めが遅い所があり小結で勝ち越す事がやっとであった。しかしながら、金星も5つ挙げており（その中のひとつは、1963年7月場所においての、大鵬の連勝を30で止めたもの（上述））、地力の高さを見せ長きに渡り幕内上中位で活躍した。1967年9月場所では序ノ口以来1000回連続出場を果たし、日本相撲協会から表彰を受けている。
連続59場所務めた幕内から陥落した後は、1場所だけ幕内に復帰したが、再度十両に下がった1969年3月場所を以って現役を引退。
引退後は年寄・二十山を襲名し、時津風部屋付きの親方として後進の指導に当たった。1971年、同郷でもある立田川親方（元横綱・鏡里）の独立に同行し、立田川部屋へ移籍。1988年4月には停年直前の師匠と年寄名跡を交換して、立田川部屋を継承した。
先代（元鏡里）の時代には関取が1人（十両・高道改メ森乃里）しか誕生しなかったが、地道に有望な入門志願者を探し敷島、十文字といった力士を幕内まで昇進させた（退職後、陸奥部屋に移った元弟子の豊桜・琉鵬・白馬も幕内まで出世している）。なお三男・盛幸（もりゆき、1970年1月生まれ）は高校卒業後、立田川部屋に入門したが、十両には昇進できなかった（四股名は「総乃里」、最高位・幕下42枚目）。同部屋は小部屋ではあったが、複数の関取を輩出するなど、部屋経営に尽力した。
立田川部屋は後継者に欠いていたため、2000年11月場所中の立田川親方の停年退職に先立って、同年9月場所後に閉鎖。豊桜や琉鵬など、所属していた力士達は、同じ時津風一門の陸奥部屋（師匠は元大関・霧島）が引き取った。
2008年5月16日、敗血症により逝去。72歳没。

## エピソード
- 弟子の敷島の話によると、大鵬から金星を挙げた前夜は、飲み明かしてリラックスして臨んだという。敷島自身も験かつぎとしてこれに倣い、横綱・貴乃花との初対戦から2場所連続で金星を挙げている。[3]
- 立田川部屋を継承した際は、時津風部屋時代の弟弟子だった枝川親方（元大関・北葉山）から「50歳を過ぎて部屋を持つなんて、あんた馬鹿だねぇ」と否定的に捉えられ、これが原因で2人は不仲に陥ったという[要出典]。

## 主な戦績
- 通算成績：557勝584敗 勝率.488
- 幕内成績：408勝492敗 勝率.453
- 現役在位：88場所
- 幕内在位：60場所
- 三役在位：6場所 （関脇1場所、小結5場所）[1]
- 連続出場：1141回（序ノ口以来、1953年5月場所-1969年3月場所（5日目））
- 三賞：2回
  - 殊勲賞：1回（1962年1月場所）
  - 敢闘賞：1回（1964年11月場所）
- 金星：5個（若乃花1個、柏戸2個、大鵬1個、栃ノ海1個）
- 各段優勝
- 十両優勝：2回（1958年7月場所、1958年11月場所）

### 場所別成績
| | 一月場所 初場所（東京） | 三月場所 春場所（大阪） | 五月場所 夏場所（東京） | 七月場所 名古屋場所（愛知） | 九月場所 秋場所（東京） | 十一月場所 九州場所（福岡） |
| --- | ----------------------- | ----------------------- | ----------------------- | --------------------------- | ----------------------- | --------------------------- |
| 1953年 （昭和28年） | x                       | 番付外 2–4              | 東序ノ口4枚目 4–4       | x                           | 東序二段41枚目 6–2      | x                           |
| 1954年 （昭和29年） | 東序二段13枚目 5–3      | 東三段目56枚目 2–6      | 西三段目62枚目 4–4      | x                           | 西三段目57枚目 6–2      | x                           |
| 1955年 （昭和30年） | 東三段目39枚目 4–4      | 西三段目31枚目 5–3      | 西三段目17枚目 6–2      | x                           | 東幕下57枚目 4–4        | x                           |
| 1956年 （昭和31年） | 西幕下54枚目 1–7        | 西幕下63枚目 6–2        | 西幕下50枚目 4–4        | x                           | 西幕下50枚目 5–3        | x                           |
| 1957年 （昭和32年） | 西幕下38枚目 6–2        | 東幕下23枚目 4–4        | 東幕下22枚目 4–4        | x                           | 東幕下22枚目 4–4        | 西幕下21枚目 7–1            |
| 1958年 （昭和33年） | 西幕下10枚目 5–3        | 東幕下7枚目 6–2         | 西幕下筆頭 6–2          | 西十両20枚目 優勝 13–2      | 東十両8枚目 9–6         | 東十両5枚目 優勝 14–1       |
| 1959年 （昭和34年） | 西前頭17枚目 8–7        | 東前頭14枚目 9–6        | 西前頭8枚目 9–6         | 西前頭4枚目 5–10            | 西前頭8枚目 8–7         | 西前頭5枚目 8–7             |
| 1960年 （昭和35年） | 西前頭3枚目 5–10        | 西前頭7枚目 8–7         | 東前頭7枚目 4–11        | 西前頭12枚目 7–8            | 東前頭11枚目 9–6        | 西前頭6枚目 10–5            |
| 1961年 （昭和36年） | 東前頭筆頭 6–9          | 東前頭3枚目 9–6         | 西小結 3–12             | 西前頭6枚目 9–6             | 西前頭2枚目 5–10        | 東前頭7枚目 10–5            |
| 1962年 （昭和37年） | 西前頭筆頭 8–7 殊★      | 東張出小結 5–10         | 東前頭2枚目 6–9         | 西前頭5枚目 7–8             | 東前頭6枚目 6–9         | 西前頭8枚目 8–7             |
| 1963年 （昭和38年） | 東前頭3枚目 9–6         | 東小結 8–7              | 西張出関脇 3–12         | 東前頭3枚目 5–10 ★          | 東前頭7枚目 11–4        | 東小結 6–9                  |
| 1964年 （昭和39年） | 西前頭筆頭 3–12         | 東前頭10枚目 10–5       | 西前頭3枚目 5–10        | 東前頭6枚目 4–11 ★          | 西前頭11枚目 10–5       | 東前頭3枚目 9–6 敢★         |
| 1965年 （昭和40年） | 西小結 3–12             | 東前頭5枚目 6–9         | 西前頭6枚目 8–7         | 東前頭5枚目 5–10            | 西前頭8枚目 8–7         | 東前頭5枚目 6–9             |
| 1966年 （昭和41年） | 東前頭7枚目 7–8         | 西前頭8枚目 6–9         | 東前頭10枚目 8–7        | 東前頭8枚目 5–10            | 東前頭11枚目 8–7        | 東前頭6枚目 5–10            |
| 1967年 （昭和42年） | 西前頭10枚目 8–7        | 西前頭7枚目 7–8         | 西前頭8枚目 8–7         | 西前頭3枚目 6–9             | 東前頭8枚目 6–9         | 東前頭10枚目 9–6            |
| 1968年 （昭和43年） | 西前頭3枚目 6–9         | 東前頭6枚目 7–8         | 西前頭6枚目 6–9         | 西前頭8枚目 7–8             | 東前頭9枚目 4–11        | 西十両筆頭 8–7              |
| 1969年 （昭和44年） | 東前頭13枚目 4–11       | 西十両6枚目 引退 1–4–0  | x                       | x                           | x                       | x                           |
| 各欄の数字は、「勝ち-負け-休場」を示す。 優勝 引退 休場 十両 幕下 三賞：敢=敢闘賞、殊=殊勲賞、技=技能賞 その他：★=金星 番付階級：幕内 - 十両 - 幕下 - 三段目 - 序二段 - 序ノ口 幕内序列：横綱 - 大関 - 関脇 - 小結 - 前頭（「#数字」は各位内の序列） |                         |                         |                         |                             |                         |                             |

### 幕内対戦成績
| 力士名 | 勝数 | 負数 | 力士名     | 勝数 | 負数 | 力士名       | 勝数  | 負数 | 力士名   | 勝数  | 負数 |
| ------ | ---- | ---- | ---------- | ---- | ---- | ------------ | ----- | ---- | -------- | ----- | ---- |
| 朝岡   | 1    | 0    | 朝潮(米川) | 1(1) | 3    | 浅瀬川       | 5     | 7    | 朝ノ海   | 3     | 0    |
| 愛宕山 | 3    | 1    | 一乃矢     | 3    | 0    | 岩風         | 11    | 9    | 宇多川   | 9     | 6    |
| 及川   | 5    | 4    | 追風山     | 6    | 2    | 大瀬川       | 1     | 0    | 小城ノ花 | 23    | 10   |
| 海山   | 3    | 6    | 海乃山     | 7    | 15   | 開隆山       | 12    | 17   | 柏戸     | 3     | 11   |
| 金乃花 | 13   | 11   | 北ノ國     | 0    | 3    | 北の花       | 0     | 3    | 北の富士 | 1     | 4    |
| 君錦   | 4    | 2    | 清國       | 0    | 7    | 清勢川       | 3     | 5    | 麒麟児   | 5(1)  | 1    |
| 国登   | 2    | 0    | 栗家山     | 2    | 0    | 鯉の勢       | 1     | 0    | 高鉄山   | 6     | 4    |
| 琴ヶ濱 | 1    | 8    | 琴櫻       | 2    | 5    | 佐田の山     | 2     | 18   | 信夫山   | 2     | 2    |
| 嶋錦   | 1    | 0    | 大豪       | 11   | 17   | 大心         | 2     | 2    | 大鵬     | 2     | 14   |
| 大文字 | 1    | 1    | 大雄       | 5    | 5    | 大竜川       | 0     | 2    | 高錦     | 0     | 1    |
| 高見山 | 2    | 0    | 玉嵐       | 4    | 3    | 玉乃海       | 4     | 3    | 玉乃島   | 3     | 4    |
| 玉響   | 5    | 5    | 常錦       | 6    | 4    | 鶴ヶ嶺       | 4     | 4    | 出羽錦   | 10(1) | 9    |
| 天水山 | 0    | 3    | 戸田       | 5    | 4    | 栃東         | 1     | 3    | 栃王山   | 4     | 4    |
| 栃錦   | 0    | 2    | 栃ノ海     | 3    | 17   | 栃光         | 6     | 14   | 栃富士   | 1     | 1    |
| 鳴門海 | 4    | 0    | 成山       | 3    | 3    | 羽嶋山       | 1     | 0    | 長谷川   | 1     | 6    |
| 花田   | 1    | 0    | 花光       | 11   | 5    | 羽子錦       | 1     | 1    | 廣川     | 7     | 8    |
| 福田山 | 4    | 3    | 福の花     | 6    | 6    | 房錦         | 11(1) | 13   | 富士錦   | 6     | 23   |
| 藤ノ川 | 3    | 3    | 二子岳     | 2    | 2    | 前田川       | 11    | 5    | 前の山   | 1     | 3    |
| 松登   | 5    | 4    | 禊鳳       | 4    | 3    | 三根山       | 2     | 2    | 宮錦     | 2     | 1    |
| 宮柱   | 2(1) | 1    | 明武谷     | 10   | 11   | 陸奥嵐       | 0     | 1    | 義ノ花   | 8(1)  | 6    |
| 芳野嶺 | 5    | 1    | 龍虎       | 0    | 3    | 若駒         | 1     | 1    | 若秩父   | 10    | 21   |
| 若天龍 | 10   | 10   | 若浪       | 3    | 14   | 若鳴門       | 4     | 10   | 若ノ海   | 7     | 6    |
| 若ノ國 | 9    | 2    | 若乃洲     | 3    | 5    | 若乃花(初代) | 1     | 5    | 若二瀬   | 1     | 4    |
| 若前田 | 10   | 4    | 若見山     | 6    | 4    | 若吉葉       | 2     | 0    |          |       |      |

## 改名歴
- 小笠原 盛（おがさわら さかり）1953年5月場所-1954年3月場所
- 青ノ里 盛（あおのさと -）1954年5月場所-1969年3月場所

## 年寄変遷
- 二十山 盛（はたちやま さかり）1969年3月-1988年4月
- 立田川 盛（たつたがわ -）1988年4月-2000年11月（停年退職）